# Thyridosmylus similaminor
Thyridosmylus similaminor är en insektsart som beskrevs av C.-k. Yang 1992. Thyridosmylus similaminor ingår i släktet Thyridosmylus och familjen vattenrovsländor. Inga underarter finns listade i Catalogue of Life.